# 107. Infanterie-Division (Deutsches Kaiserreich)
Die 107. Infanterie-Division war ein Großverband der Preußischen Armee im Ersten Weltkrieg.

## Geschichte
Die Division wurde am 26. Mai 1915 in Glogau zusammengestellt und dann an der Ostfront eingesetzt. Mitte November 1917 erfolgte die Verlegung an die Westfront, wo die Division bis Kriegsende im Einsatz war. Anschließend marschierte sie in die Heimat zurück, wurde demobilisiert und schließlich Ende Januar 1919 aufgelöst.

### Gefechtskalender

#### 1915
- 17. bis 22. Juni – Schlacht bei Lemberg
- 22. Juni bis 7. Juli – Verfolgungskämpfe an der galizisch-polnischen Grenze
- 13. bis 18. Juli – Schlacht bei Maslomencze
- 19. bis 30. Juli – Schlacht bei Hrubieszow
- 31. Juli – Schlacht bei Strelcze
- 01. bis 3. August – Schlacht bei Cholm
- 07. bis 12. August – Schlacht an der Ucherka
- 13. bis 17. August – Schlacht bei Wlodawa
- 18. bis 24. August – Angriff auf Brest-Litowsk
- 25. bis 26. August – Einnahme von Brest-Litowsk
- 27. bis 28. August – Verfolgung auf Kobryn
- 29. bis 31. August – Verfolgung durch die Pripjetsümpfe
- 31. August bis 1. September – Schlacht bei Horodec
- 04. bis 6. September – Schlacht bei Drohiczyn-Chomsk
- 08. bis 15. September – Verfolgung durch Pinsk
- 16. September – Einnahme von Pinsk
- 17. September bis 6. Oktober – Zweiter Aufmarsch an der serbischen Grenze
- 06. Oktober bis 28. November – Feldzug in Serbien
- 28. November bis 31. Dezember – Stellungskrieg an der mazedonischen Grenze

#### 1916
- 05. Januar bis 17. März – Reserve der Armeeabteilung „Scholtz“
- 17. März bis 1. Mai – Stellungskämpfe zwischen Krewo-Smorgon-Narotschsee-Tweretsch
- 18. März bis 27. März – Schlacht bei Postawy
- 01. bis 28. Mai – Stellungskämpfe vor Dünaburg
- 29. Mai bis 20. Juni – Stellungskämpfe zwischen Krewo-Smorgon-Narotschsee-Tweretsch
- 21. Juni bis 15. Juli – Kämpfe am Styr und Stochod
- 16. bis 27. Juli – Kämpfe am oberen Styr-Stochod
- 28. Juli bis 4. November – Schlacht bei Kowel
- ab 5. November – Stellungskämpfe am oberen Styr-Stochod

#### 1917
- bis 11. November – Stellungskämpfe am oberen Styr-Stochod
- 11. bis 20. November – Transport nach dem Westen
- ab 19. November – Kämpfe in der Siegfriedstellung
  - 20. bis 29. November – Tankschlacht bei Cambrai
  - 30. November bis 7. Dezember – Angriffsschlacht bei Cambrai

#### 1918
- bis 31. Januar – Kämpfe in der Siegfriedstellung
- 01. Februar bis 20. März – Kämpfe in der Siegfriedstellung und Vorbereitungszeit auf die Große Schlacht in Frankreich
- 21. März bis 6. April – Große Schlacht in Frankreich
- 07. April bis 29. April – Kämpfe an der Ancre, Somme und Avre
- 30. April bis 18. Mai – Kämpfe zwischen Arras und Albert
- 19. Mai bis 7. August – Kämpfe an der Ancre, Somme und Avre
- 08. bis 20. August – Abwehrschlacht zwischen Somme und Avre
- 22. August bis 2. September – Schlacht Albert-Péronne
- 12. bis 14. September – Ausweichkämpfe im Mihiel-Bogen
- 15. September bis 10. Oktober – Stellungskämpfe in der Woëvre-Ebene und westlich der Mosel
- 11. bis 14. Oktober – Stellungskämpfe in der Woëvre-Ebene
- 15. Oktober bis 11. November – Abwehrschlacht in der Champagne und an der Maas
- ab 12. November – Räumung des besetzten Gebietes und Marsch in die Heimat

## Gliederung

### Kriegsgliederung vom 3. Juni 1915
- 213. Infanterie-Brigade
  - Reserve-Infanterie-Regiment Nr. 52
  - Reserve-Infanterie-Regiment Nr. 227
  - Reserve-Infanterie-Regiment Nr. 232
  - 1. und 2. Eskadron/Kürassier-Regiment „Kaiser Nikolaus I. von Russland“ (Brandenburgisches) Nr. 6
  - Feldartillerie-Regiment Nr. 213
  - Pionier-Kompanie Nr. 213

### Kriegsgliederung vom 2. März 1918
- 213. Infanterie-Brigade
  - Reserve-Infanterie-Regiment Nr. 52
  - Reserve-Infanterie-Regiment Nr. 227
  - Reserve-Infanterie-Regiment Nr. 232
  - 3. Eskadron/Ulanen-Regiment „Kaiser Alexander III. von Rußland“ (Westpreußisches) Nr. 1
- Artillerie-Kommandeur Nr. 157
  - Feldartillerie-Regiment Nr. 213
  - 6. Bayerisches Reserve-Fußartillerie-Bataillon
- Pionier-Bataillon Nr. 107
- Divisions-Nachrichten-Kommandeur Nr. 107

## Kommandeure
| Dienstgrad                   | Name             | Datum                                 |
| ---------------------------- | ---------------- | ------------------------------------- |
| Generalmajor/Generalleutnant | Otto von Moser   | 25. Mai 1915 bis 13. Juni 1916        |
| Generalmajor                 | Viktor Hahndorff | 14. Juni bis 15. November 1916        |
| Generalmajor                 | Otto Havenstein  | 16. November 1916 bis 23. Januar 1919 |